# Jean-Pierre Doran
Jean-Pierre Michel Doran (Willemstad (Curaçao), 31 augustus 1984) is een Nederlandse auteur, ondernemer en motiverende spreker van Curaçaose afkomst.
Doran vergaarde bekendheid in Emmen vanwege zijn deelname aan de zesdelige documentaire genaamd 'Emmen op 1'. Op Curaçao is Doran het bekendst door zijn zelfhulpboeken en zijn verschijningen in diverse praatprogramma’s.

## Algemeen
Doran werd geboren in Willemstad waar hij zijn MAVO (afgerond als best geslaagde student) en HAVO heeft afgerond. In 2003 emigreerde hij naar Nederland om zich te vestigen in Emmen waar hij verder studeerde. Hier begon hij aan de studie Biologie en Medisch Laboratoriumonderzoek te Stenden Hogeschool en rondde deze af met succes af. Hij ontving een oorkonde van de OKE voor zijn nominatie voor de beste afstudeerscriptie. Gedurende zijn HBO-opleiding werd hij vader van 2 jongens. Na het afronden van zijn HBO opleiding vervolgde hij zijn studie aan de Rijksuniversiteit Groningen. Direct na het eerste studiejaar van de opleiding Master of Science in Business Administration spec. Finance besloot is hij te gaan ondernemen.

## Televisie
Doran was benaderd om aan Emmen op 1  mee te doen aan het programma omdat hij supporter is van FC Emmen en een persoonlijke band heeft met een aantal spelers. Voor deze documentaire werd Doran zowel in privé als in werksfeer circa 3 maanden gevolgd en gefilmd.

## Persoonlijk
Doran is een neefje van de bekende Curaçaoënaar, politicus en zanger Gilbert Doran die de uitvinder is van de muziekstijl Ritmo Kombina in de jaren negentig. Doran is ook een achterneefje van Curaçaos auteur Diana Lebacs.